# Marie Christine Björn
Marie Christine Björn, född 18 mars 1763, död 15 april 1837, var en dansk balettdansare och skådespelare, sin tids primadonna inom dansk balett.
Barn av kammarsekreterare Christian Björn intogs hon i Vincenzo Galeottis ballet 1778 och debuterade 1781 i en solodans. Hon fick stort beröm för sin mimik och sin blandning av värdighet och "mjukhet" och ansågs av Antoine Bournonville som en värdig motspelare då han gästdansade på Det Kongelige teater 1792. Hon var också skådespelare och gjorde där succé som page i en pjäs 1786. Formellt dröjde det dock till 1802 innan hon blev premiärdansare, och hon pensionerade sig 1804, bara två år senare.